# I’ll Sleep When You’re Dead
I’ll Sleep When You’re Dead (engl. für „Ich werde schlafen wenn du tot bist“) ist das zweite Studioalbum des US-amerikanischen Rappers El-P. Es wurde im Jahr 2007 über sein eigenes Label Definitive Jux veröffentlicht. 

## Covergestaltung
Das Albumcover ist schwarz und zeigt El-P’s Logo: Ein vogelähnliches Geschöpf, basierend auf einer Zeichnung des Malers Alexander Calder.

## Titelliste
Alle Songs wurden produziert von El-P.
| #   | Titel                                                      | Gastbeiträge                                                     | Länge |
| --- | ---------------------------------------------------------- | ---------------------------------------------------------------- | ----- |
| 1.  | Tasmanian Pain Coaster                                     | Omar Rodríguez-López und Cedric Bixler-Zavala von The Mars Volta | 6:56  |
| 2.  | Smithereens                                                |                                                                  | 4:34  |
| 3.  | Up All Night                                               |                                                                  | 2:38  |
| 4.  | EMG                                                        |                                                                  | 4:33  |
| 5.  | Drive                                                      |                                                                  | 4:15  |
| 6.  | Dear Sirs                                                  |                                                                  | 1:34  |
| 7.  | Run the Numbers                                            | Aesop Rock                                                       | 4:43  |
| 8.  | Habeas Corpses (Draconian Love)                            | Cage                                                             | 4:36  |
| 9.  | The Overly Dramatic Truth                                  |                                                                  | 4:32  |
| 10. | Flyentology                                                | Trent Reznor                                                     | 4:03  |
| 11. | No Kings                                                   |                                                                  | 3:07  |
| 12. | The League of Extraordinary Nobodies                       |                                                                  | 2:36  |
| 13. | Poisenville Kids No Wins / Reprise (This Must Be Our Time) | Cat Power                                                        | 7:00  |

## Kritiken
Das Album erhielt überwiegend positive Kritiken.
- Laut.de vergab vier von fünf möglichen Punkten. Das Album wird hochgelobt, allein das Stück Flyentology fällt negativ auf:

„El-P krallt sich die komplette, ungeteilte Aufmerksamkeit und dreht sie gnadenlos durch die Mangel. Die Komplexität seiner Kompositionen ist auch noch beim dreißigsten Durchlauf nicht ansatzweise zu fassen. [...] Einzig „Flyentology“ mit Nine Inch Nails' Trent Reznor, natürlich ausgerechnet die Singleauskopplung, erscheint mir ein wenig simpler angelegt und fällt dadurch im Vergleich leicht ab.“